# Stenosphenus dolosus
Stenosphenus dolosus är en skalbaggsart som beskrevs av Horn 1885. Stenosphenus dolosus ingår i släktet Stenosphenus och familjen långhorningar. Inga underarter finns listade i Catalogue of Life.